# تصبيرة صباحية

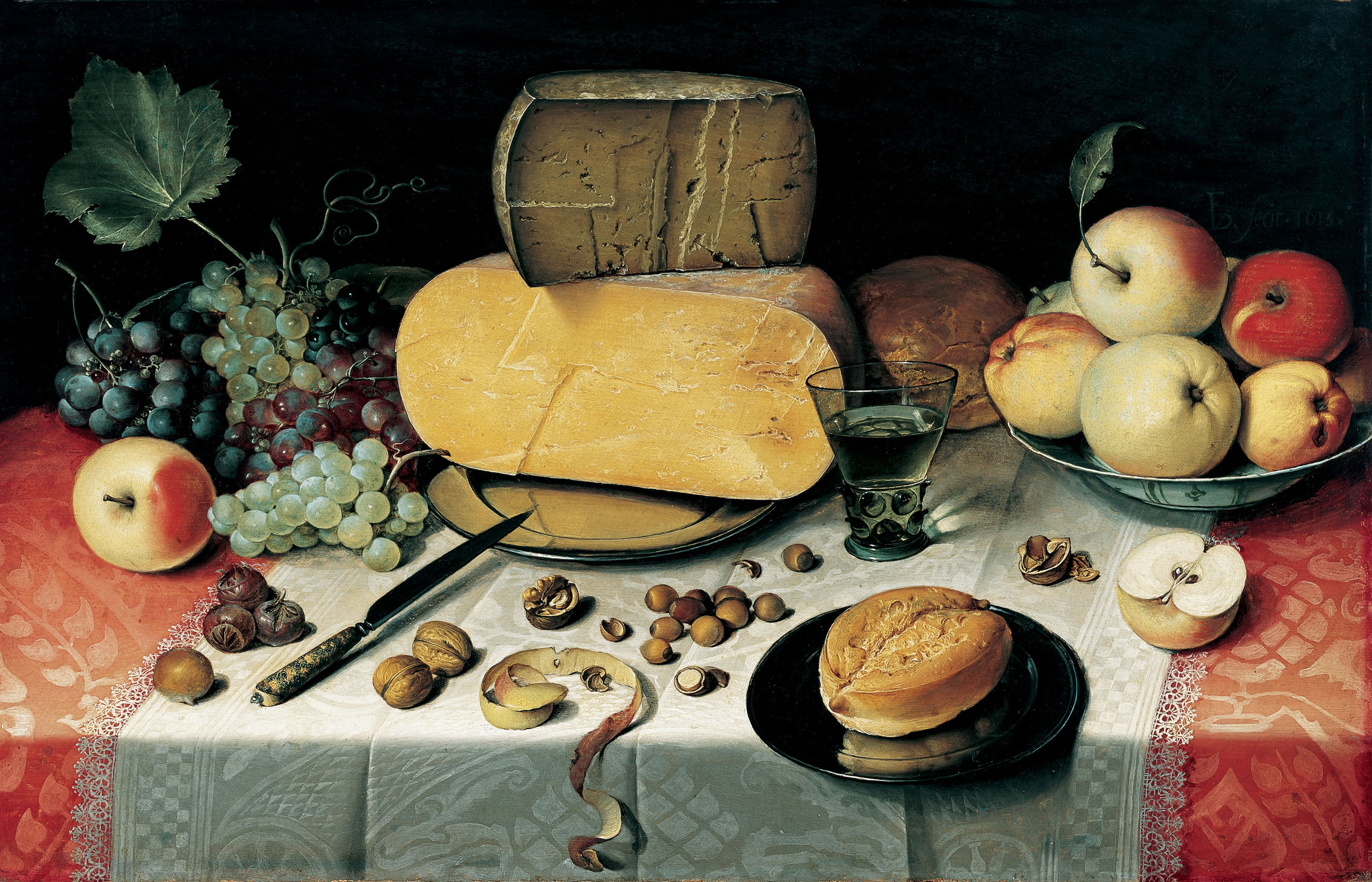
المحتويات

التصبيرة الصباحية هي استراحة قصيرة تكون عند الساعة الحادية عشرة لاحتساء شراب أو تناول بعض الوجبات الخفيفة. يختلف مسماه وتفاصليها بين البلدان.

## الاختلافات الإقليمية

### أستراليا ونيوزيلندا
الذي يكون مابين بداية العمل ووقت الغداء.“Smoko” تعرف التصبيرة الصباحية عند استراليا ونيوزيلاند بشاي الصباح أو تقدم العديد من أماكن العمل شاي الصباح للموظفين للترحيب بالموظفين الجدد. حفلات المناسبات الخاصة مثل يوم الميلاد أو الاحتفالات الدورية، ويتم توفير الطعام في بعض الأحيان من قبل رجال الأعمال، ولكن في كثير من الأحيان يتوقع من الموظفين إحضار الغذاء للمشاركة.

### جمهورية تشيلي
في العديد من ثقافات المتحدثين بالإسبانية، تكون التصبيرة الصباحية معتمدة تحت اسم “ la once " (تعني once بالاسبانية العدد إحدى عشر). وعموماً مدينة تشيلي غيرتها إلى وقت الظهيرة وفي دراسة الاستهلاك الغذائي الوطني في عام 2010-2011 وكان 80 بالمئة تقريبا من سكان تشيلي يأخذون التصبيرة الصباحية، وهذا بسبب استبدال العشاء التقليدي بتشيلي، وكانت فقط 30 بالمئة من تقارير السكان لديهم، ومع مرور الوقت بدأت تخسر شكلها السابق. الآن تمارس حوالي الساعة السابعة مساء.
هناك بديل آخر واسع الانتشار، ولكن لا أساس له من الصحة، للكلمة في تشيلي هو أن الكهنة (في إصدارات أخرى أو عمال أو نساء). “tomor las once”استخدموا عبارة تومار لاس مرة واحدة (الإسبانية: "أشرب الأحد عشر") في إشارة إلى أحد عشر حرفا من الكلمة- أغواردينت - التي تعني كحول، لإخفاء حقيقة أنهم كانوا يشربون خلال النهار.

### كولمبيا
في كولومبيا من الشائع تسميها وجبة خفيفة.و تكوينها الأساسي هي القهوة أو الشاي مع المكسرات وعادة تأكل في الساعة الخامسة بعد الظهيرة.

### هولندا
في غرب فريسلاند كان لدى سكان البلاد وجبة مماثلة تسمى كونكلستيك (خدم في كونكلتود، الوقت المناسب ل كونكيلن، فعل يدل على "القيام بزيارة").

### المملكة المتحدة الأمريكية
الشاي في المملكة المتحدة
الوجبة الصباحية تتكون عادة من الشاي أو القهوة وكثيرا تقدم مع البسكويت.

### أسبانيا
من الشائع في إقليم الباسك أن لديهم وجبة بوقت الظهيرة وتحتوي على طعام غني بالبروتينات كالبيض ولحم الخنزير أو لحوم مقدده أو خبز ويسمى بوجبة العاشرة تحديدا –وجبة العاشرة صباحا-أو “hamaiketako” تسمى بوجبة الساعة الحادية عشرة.

### الأمم المتحدة
خلال العقد الأول من القرن التاسع عشر؛ تكونت الوجبة الصباحية من شراب الويسكي.

### إسرائيل
يسمى عند إسرائيل الغداء السريع باللغة العبرية وجبة الساعة العاشرة وغالبا تأكل في المدارس وروضات الأطفال على شكل شطائر منزلية وتضاف لها غالبا فاكهة أو وجبة خفيفة أخرى، وتكون بعد الساعة الثانية من اليوم الدراسي وقبل ما يسمى بالاستراحة القصيرة.وتحدث أيضا في أماكن العمل النقابية الرئيسية كالمصانع ومراكز إستقبال خدمات العملاء، حيث يتم تسليم الشاي للعمال.

### المجر
التصبيرة الصباحية عند اليونانيين تسمى بالوجبة الخفيفة والتي تترجم إلى الساعة العاشرة للدلالة على وقتها.وهي فترة استراحة بين وجبة الإفطار وبين الغداء، حينما يحين الوقت لتناول وجبة خفيفة، في المدارس استراحة الغداء المبكرة تسمى باستراحة الوجبة الخفيفة.

## في الأدب
يفضل- ويني ذا بوه- العسل على الخبز مع الحليب المكثف. يأخذ الدب بادينغتون غالبا تصبيرة صباحية من متجر القطعة الأثريّة في طريق البارتيبابوا الذي يديره صديقة السيد غروبر الذي يصنع الكاكاو – النوع الساخن منها.
في قصص الأرض الوسطى الذي كتبها جولكن جي.أر.أر (مالك الخواتم)هي وجبة تؤكل عادة بين الإفطار الثاني والغداء.

## استخدامات آخرى
إلفنسيس هي أسم تجاري للملابس المباعة من قبل شركة انثروبولجي لبيع التجزئة.

## خيارات أخرى
- استراحة العمل.
- وجبة الشاي.
- استراحة القهوة.